# Gouvernorat du Grand-Alger
1997–2000
Entités précédentes :
- Wilaya d'Alger
- Wilaya de Blida (une partie)
- Wilaya de Boumerdès (une partie)
- Wilaya de Tipaza (une partie)

Entités suivantes :
- Wilaya d'Alger

Le Gouvernorat du Grand-Alger (en arabe : محافظة الجزائر الكبرى) est une division administrative algérienne créée le 31 mai 1997, en remplacement de la wilaya d'Alger et administrée par un ministre-gouverneur, Cherif Rahmani, au lieu d'un wali. Le gouvernorat du Grand-Alger est dissous le 2 mars 2000, l'entité administrative redevient une wilaya,.

## Historique
Lors du découpage administratif de 1984,,, la wilaya d'Alger est composée de trente-trois communes : 
- Alger-Centre
- Sidi M'Hamed
- El Madania
- Belouizdad
- Bab El Oued
- Bologhine
- Casbah
- Oued Koriche
- Bir Mourad Raïs
- El Biar
- Bouzareah
- Birkhadem
- El Harrach
- Baraki
- Oued Smar
- Bourouba
- Hussein Dey
- Kouba
- Bachdjerrah
- Dar El Beïda
- Bab Ezzouar
- Ben Aknoun
- Dely Ibrahim
- El Hammamet
- Raïs Hamidou
- Djasr Kasentina
- El Mouradia
- Hydra
- Mohammadia
- Bordj El Kiffan
- El Magharia
- Beni Messous
- Les Eucalyptus

La création du gouvernorat du Grand-Alger entraine le transfert de vingt-cinq communes des wilayas de Blida, Boumerdès et Tipaza vers la nouvelle entité territoriale, portant ainsi son nombre de communes de trente-trois à cinquante-sept :
- Communes de la wilaya de Blida transférées au gouvernorat du Grand-Alger : Birtouta, Tessala El Merdja, Ouled Chebel et Sidi Moussa.

- Communes de la wilaya de Boumerdès transférées au gouvernorat du Grand-Alger : Aïn Taya, Bordj El Bahri, El Marsa, H'raoua, Rouïba et Reghaïa

- Communes de la wilaya de Tipaza transférées au gouvernorat du Grand-Alger : Aïn Benian, Baba Hassen, Cheraga, Douera, Draria, El Achour, Khraicia, Mahelma, Ouled Fayet, Rahmania, Saoula, Souidania, Staoueli et  Zeralda.

Communes du Gouvernorat du Grand-Alger (codes ONS) : 01. Alger-Centre • 02. Sidi M'Hamed • 03. El Madania • 04. Hamma - Annasser • 05. Bab El Oued • 06. Bologhine Ibn Ziri • 07. Casbah • 08. Oued Koriche • 09. Bir Mourad Raïs • 10. El Biar • 11. Bouzareah • 12. Birkhadem • 13. El Harrach • 14. Baraki • 15. Oued Smar • 16. Bachdjerrah • 17. Hussein Dey • 18. Kouba • 19. Bourouba • 20. Dar El Beïda • 21. Bab Ezzouar • 22. Ben Aknoun • 23. Dely Ibrahim • 24. El Hammamet • 25. Raïs Hamidou • 26. Djasr Kasentina • 27. El Mouradia • 28. Hydra • 29. Mohammadia • 30. Bordj El Kiffan • 31. El Magharia • 32. Beni Messous • 33. Les Eucalyptus • 34. Birtouta • 35. Tessala El Merdja • 36. Ouled Chebel • 37. Sidi Moussa • 38. Aïn Taya • 39. Bordj El Bahri • 40. El Marsa • 41. H'Raoua • 42. Rouïba • 43. Reghaïa • 44. Aïn Benian • 45. Staoueli • 46. Zeralda • 47. Mahelma • 48. Rahmania • 49. Souidania • 50. Cheraga • 51. Ouled Fayet • 52. El Achour • 53. Draria • 54. Douera • 55. Baba Hassen • 56. Khraicia • 57. Saoula

L'ordonnance no 97-15 du 31 mai 1997 organise le Gouvernorat du Grand-Alger en arrondissements urbains (communes urbaines) et en communes. Les communes urbaines constituant la ville d'Alger. La répartition des arrondissements urbains (vingt-huit) et des communes (vingt-neuf) est la suivante :
- Arrondissements urbains (ville d'Alger) : Alger-Centre, Sidi M'Hamed, El Madania, Hamma - Annasser, Bab El Oued, Bologhine Ibn Ziri, Casbah, Oued Koriche, Bir Mourad Raïs, El Biar, Bouzareah, El Harrach, Bourouba, Hussein Dey, Kouba, Bachdjarrah, Bab Ezzouar, Ben Aknoun, Dely Ibrahim, El Hammamet, Raïs Hamidou, Djasr Kasentina, El Mouradia, Hydra,  El Magharia, Beni Messous, Les Eucalyptus, Mohammadia.

- Communes : Birkhadem, Baraki, Dar El Beïda, Bordj El Kiffan, Oued Smar, Birtouta, Tessala El Merdja, Ouled Chebel, Sidi Moussa, Aïn Taya, Bordj El Bahri, El Marsa, H'Raoua, Rouïba, Reghaïa, Aïn Benian, Staoueli, Zeralda, Mahelma, Rahmania, Souidania, Cheraga, Ouled Fayet, El Achour, Draria, Douera, Baba Hassen, Khraicia, Saoula

Arrondissements et communes du Gouvernorat du Grand-Alger.

La décision du Conseil constitutionnel du 27 février 2000 considère que l'ordonnance du 31 mai 1997 est inconstitutionnelle car elle ne respecte pas la constitution algérienne qui spécifie que les collectivités territoriales de l'État sont la commune et la wilaya, et que le découpage territorial du pays se limite exclusivement à ces deux collectivités. Le gouvernorat du Grand-Alger est alors dissous le 2 mars 2000 l'entité territoriale redevient une wilaya.